# Paramisgurnus dabryanus
Paramisgurnus dabryanus es una especie de pez de la familia Cobitidae en el orden de los Cypriniformes.

## Morfología
Los machos pueden llegar alcanzar los 9 cm de longitud total.

## Hábitat
Vive en zonas de clima subtropical entre 10 °C - 25 °C de temperatura. Se encuentra más comúnmente en secciones poco profundas y de movimiento lento de ríos y arroyos o en hábitats tranquilos como pantanos, meandros, remansos y arrozales.

## Distribución geográfica
Se encuentra en Rusia, China y Taiwán

## Especie invasora
Debido a su potencial colonizador y constituir una amenaza grave para las especies autóctonas, los hábitats o los ecosistemas, la especie Paramisgurnus dabryanus ha sido incluida en el Catálogo Español de Especies Exóticas Invasoras, regulado por el Real Decreto 630/2013, de 2 de agosto, estando prohibida en España su introducción en el medio natural, posesión, transporte, tráfico y comercio.